# ポーラ・シェア
ポーラ・シェア（Paula Scher、1948年 - ）は、アメリカ合衆国のグラフィックデザイナー、美術家である。ワシントンD.C.出身。夫は同じグラフィックデザイナーであるシーモア・クワスト。

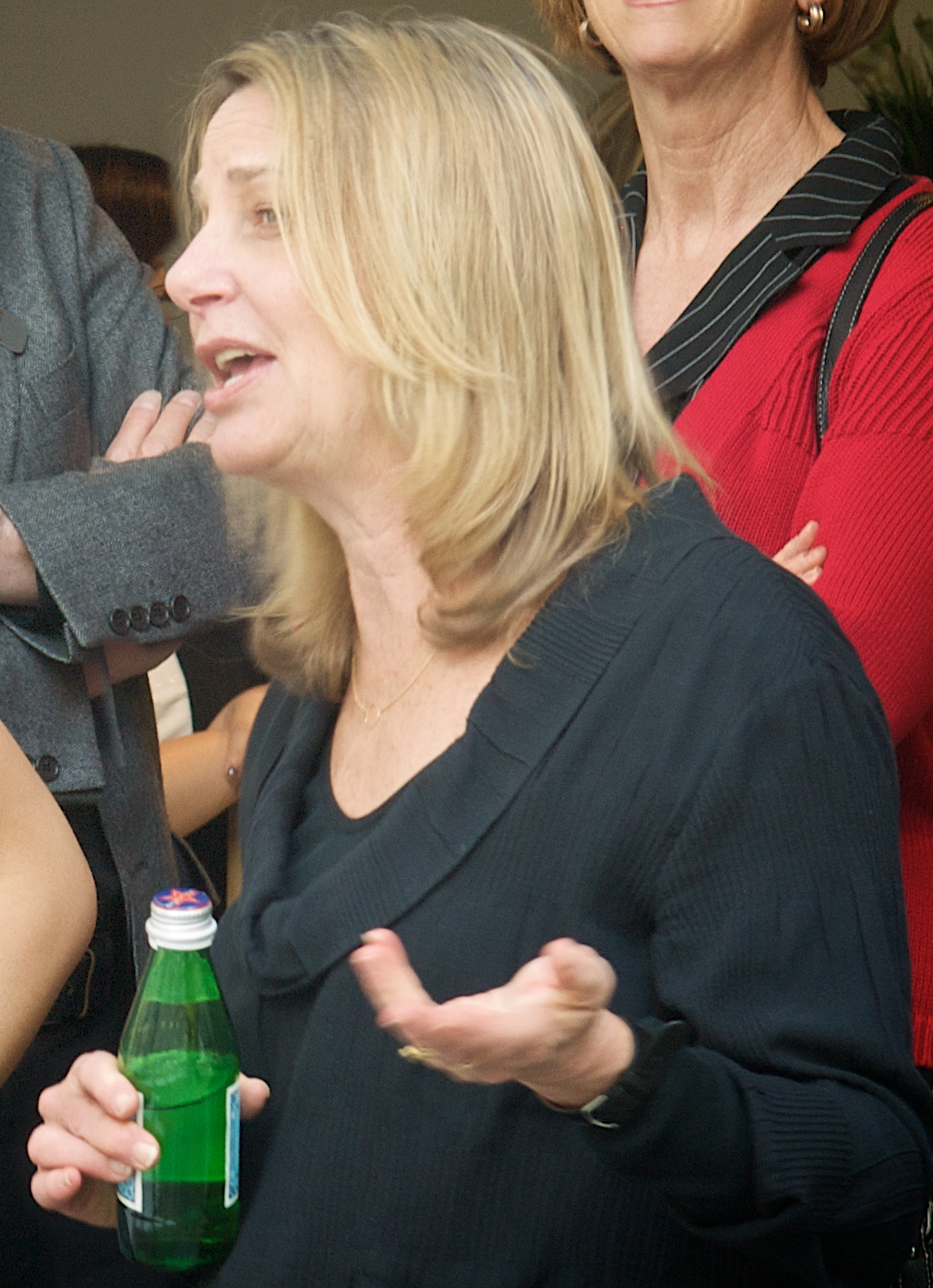

## 経歴
ペンシルベニア州フィラデルフィアのタイラー・スクール・オブ・アートで美術の学士を取得。ワシントンD.C.のコーコラン・カレッジ・オブ・アート・アンド・デザイン（Corcoran College of Art and Design）から美術の名誉博士号を受けている。
1970年代にはCBSレコードおよびアトランティック・レコードのレコード・アルバムのアートワークをデザインした。
その後雑誌のアート・ディレクションに移行し、タイム社で働いた後、自身のデザイン事務所Koppel & Scherを開設。
1991年以来、デザイン・スタジオ、ペンタグラム・デザイン・コンサルタンシー（Pentagram Design Consultancy）のニューヨーク・オフィスの主任をつとめている。またニューヨークのスクール・オブ・ビジュアル・アーツで教鞭を執る。
ワシントンD.C.のマウント・ヴァーノン・スクエア（Mount Vernon Square）の多機能施設の計画に参加。
作品としては地図をモチーフにして手書きで様々な字句を描き込んだ大判の絵画で知られている。

## 受賞等
- 1998年　アート・ディレクターズ・クラブの殿堂（Hall of Fame）入り
- 2000年　デザインのイノベーションに対してクライスラー・デザイン・アワード
- 2001年　アメリカン・インスティチュート・オブ・グラフィック・アーツよりゴールド・メダル

作品の一部はニューヨーク近代美術館（MoMA）、クーパー＝ヒューイット国立デザイン美術館の永久コレクションに加えられている。またレコードアルバムのデザインで4度に渡りグラミー賞にノミネートされている。

## 本人による書籍
- Scher, Paula. (2002) Make it Bigger. New York: Princeton Architectural Press ISBN 1-56898-332-8

## 雑誌記事
- Opinionated Maps – Typographic Paintings, by Paula Scher,Baseline 19, edited by Mike Daines & Hans Dieter Reichert, Bradbourne Publishing, 1994.